# Henri IX de Reuss-Kostritz
Pour les articles homonymes, voir Henri IX.
Henri IX de Reuss, comte de Köstritz (15 septembre 1711 à Köstritz – 16 septembre 1780 à Berlin) est le fondateur de la branche de Reuss-Kostritz.

## Biographie
Henri IX est un fils du comte Henri XXIV de Reuss-Kostritz et son épouse, la baronne Emma-Éléonore de Promnitz-Dittersbach (1688-1776).
Henri obtient un diplôme en Droit et Sciences Politiques. Après son Grand Tour, il part dans les possessions de sa mère en Silésie, où il prend un cabinet juridique. Grâce à ses liens familiaux, il rencontre le futur roi Frédéric II de Prusse. Il occupe ensuite un poste de conseiller à la Kammergericht de Berlin.
De 1762 à 1769, il est administrateur général et chef de la poste du royaume de Prusse. Plus tard, il est ministre, haut fonctionnaire de l'état et proche conseiller personnel de Frédéric le Grand.
Il est mort en 1780, et est enterré dans l'Église de Garnison à Berlin.

## Mariage et descendance
Henri IX se marie le 7 juin 1743 à Dorth, près de Deventer, à Amélie (1715-1787), fille du comte Charles de Wartensleben-Flodroff (de) et sa femme Jeanne-Marguerite Huysseman de Cattendyck. Avec elle il a neuf enfants:
- Émilie (1745-1754)
- Sophie (1746-1746)
- Henri XXXVII (1747-1774)
- Henri XXXVIII (1748-1835), comte de Reuss-Köstritz
- Henri XXXIX (1750-1815)
- Henri XLI (1751-1753)
- Henri XLIV (1753-1832), prince de Reuss-Köstritz
- Louise (1756-1807), marié en 1792 au baron Charles de Knobelsdorff
- Henri L (1760-1764)